# L'Été enchanteur
L'Été enchanteur (Die Verzauberung) est un téléfilm allemand, réalisé par Wolfram Paulus, et diffusé en 2007.

## Fiche technique
- Titre allemand : Die Verzauberung
- Réalisation : Wolfram Paulus
- Scénario : Wolfram Paulus
- Photographie : Helmut Wimmer
- Musique : Peter Valentin
- Durée : 85 min

## Distribution
- Katharina Müller-Elmau : Karin Fendler
- Heio von Stetten : Walter Fendler
- Katharina Abt : Nelly Bahr
- Christoph Waltz : Helmut Bahr